# Polystalactica furfurosa
Polystalactica furfurosa är en skalbaggsart som beskrevs av Hermann Burmeister 1847. Polystalactica furfurosa ingår i släktet Polystalactica och familjen Cetoniidae. Inga underarter finns listade i Catalogue of Life.